# Брати Шумахери
Брати Шумахери — український комедійний та авторський дует (2005—31.03.2019) у складі Сергія Цвіловського та Юрія Великого (Франц та Урмас Шумахери).

## Історія дуету
Закінчили Одеський національний морський університет.
Познайомилися 1997 року, разом вчилися у Одеському національному морському університеті, у кінці 1998 року з'явився їх дует.
Грали в університетській команді КВК «Флібустьєри», грали СТЕМи, грали у команді «Нова реальність», робили шоу «Comedy Morgan» на ТРК «Глас» у Одесі з 16 грудня 2005 року — 2008 рік.

Брати Шумахери з'явилися у 2005 році.
З 2008 року у студії «Квартал 95» у Києві, перша сценка у «Вечірньому кварталі» була Михайло Задорнов в Америці, з 2009 року по 2016 рік були авторами студії «Квартал 95».
Були учасниками і авторами гумористичних телепроєктів України: «Бійцівський клуб», «Київ Вечірній», «Вечірній квартал» студії «Квартал 95», «Шоу Братів Шумахерів» на каналі «Україна».
31 березня 2019 року дует розпався у Одесі, Сергій Цвіловський переїхав жити у США.

## Телебачення
- Вища Ліга КВК
- Comedy Morgan
- «Бійцівський клуб»
- «Київ Вечірній»
- «Вечірній квартал»
- «Що? Де? Коли?»
- український «Брейн ринг»

- «Шоу Братів Шумахерів»

## Фільми
- 2013 — новорічний фільм 1+1 вдома[13]
- 2014 — 1+1 удома: 8 березня — помічник мера (Сергій Цвіловський)

## Пародії
Юрій Великий:
- Янукович
- Ляшко
- Парубій

## Номери
- «Янукович і шахи»,
- «Тітушки»,
- «Задорнов у американському ресторані»
- «Кум здає сепаратиста»
- «8 березня у звичайній родині або Основи сімейної економії»
- «Хірург Залдостанов і польський кордон»
- «Петенька»
- пародія на шоу «Зважені та щасливі»

## Фото

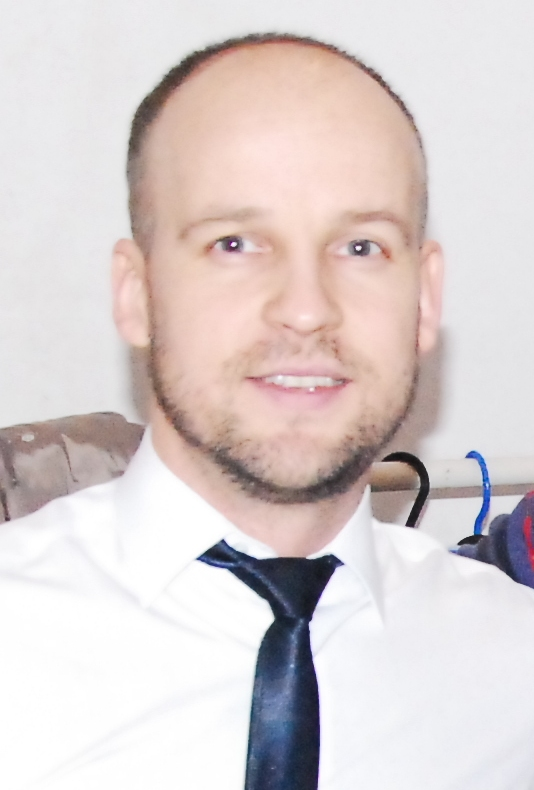
Юрій Великий
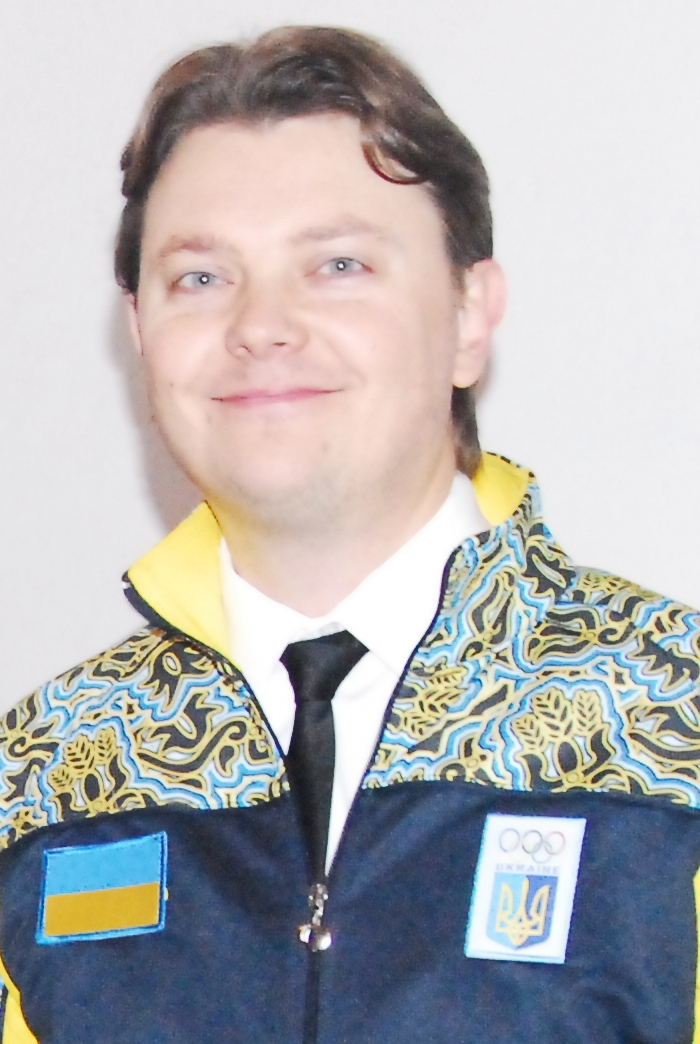
Сергій Цвіловський